# 巫女舞

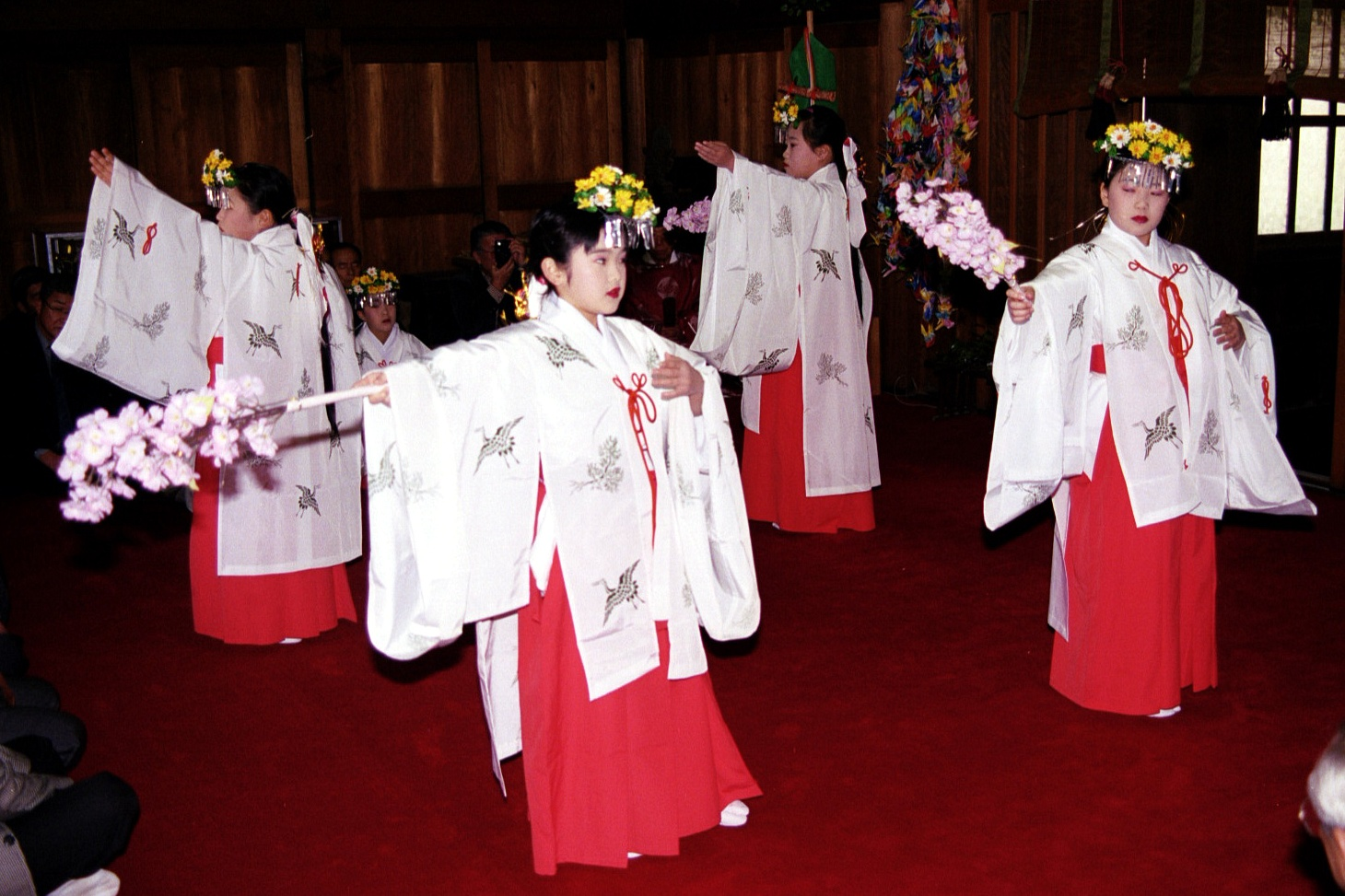
神楽を舞う巫女（稚児）

巫女舞（みこまい・神子舞）とは、巫女によって舞われる神楽の舞の一つ。巫女神楽（みこかぐら）・八乙女舞（やおとめまい）とも。

## 概要
古代日本において、祭祀を司る巫女自身の上に神が舞い降りるという神がかりの儀式のために行われた舞がもととなり、それが様式化して祈祷や奉納の舞となった。前者（「神がかり系」）においては古来の神がかりや託宣の儀式の形式に則って回っては回り返すという動作を繰り返しながら舞うことなどでその身を清めてからその身に神を降すという、その古態を残すところもあるが、現在では優雅な神楽歌にあわせた舞の優美さを重んじた後者（「八乙女系」）がほとんどである。千早・水干・緋袴・白足袋の装いに身を包んだ巫女が太鼓や笛、銅拍子などの囃子にあわせて鈴・扇・笹・榊・幣など依り代となる採物を手にした巫女が舞い踊る。また、関東地方の一部などでは巫女が仮面を嵌める場合もある。処女が巫女（八乙女）として舞を務める例が多いが、近年では神職の妻女や老女が舞う場合もある。

## 歴史
巫女舞の原点は、降神巫（こうしんふ）による神がかりの儀式にあったといわれている。採物を手にした巫女がまず身を清めるための舞を舞い、続いて右回り左回りと順逆双方に交互に回りながら舞う。やがてその旋回運動は激しくなり、しだいに巫女は一種のトランス状態に突入して神がかり（憑依）、跳躍するに至って、神託を下すことになる。舞という言葉はこの旋舞の動きが語源であり、跳躍を主とする踊りもここから生まれたとされる。中国の巫覡の舞の基本を示した『八卦舞譜』には「陰陽を以て綱紀と為す」とあり、舞踏の動作は陰陽を意味する左旋と右盤を必須とすることが記されている。それは太極図が表現する天地がいまだ別れる以前の陰陽混然の姿を示しているとされる。
『古事記』・『日本書紀』において天岩屋戸の前で舞ったとされる天鈿女命の故事にその原型が見られ、その子孫とされた「猨女君」の女性達は代々神祇官の女官として神楽を奉納したとされている。平安時代の宮廷で舞われたとされる「猨女」・「御巫」（『貞観儀式』）はいずれも巫女舞であったと推定されている。『拾遺集』によれば、920年（延喜20年）に奈良の春日大社で「八乙女」と呼ばれる巫女達による神楽が舞われたと記録されている。平安時代末期の藤原明衡の著である『新猿楽記』には、巫女に必要な4要素として「占い・神遊・寄絃・口寄」が挙げられており、彼が実際に目撃したという巫女の神遊（神楽）はまさしく神と舞い遊ぶ仙人のようだったと、記している。また、少し後の時代に属する『梁塵秘抄』にある「鈴はさや振る藤太巫女」にも鈴を持ちながら舞い踊る巫女が登場する。
中世以後各地の有力な神社では巫女舞が恒例となった。当時の巫女舞は旧来の神がかり的要素に加えて依頼者の現世利益を追求するための祈願を併せて目的としていたとされている。また、地方では修験者と巫女が結びついて祈祷や鎮魂を目的とする民間習俗の色彩が濃い巫女舞も行われるようになった。現在でも、祈祷・祈願自体を神楽、あるいは「神楽を上げる」と称する例があるのも、このことが基であると考えられる。
中世の巫女舞に関する多くの史料が残されている備前国（岡山県）一宮の吉備津彦神社の例では、1342年（康永元年/興国3年）作成の『一宮社法』によれば、12名の巫女からなる「神子座」があり、一宮の行事以外でも村々の招きに応じて神楽を舞い、逆に村々の巫女が一宮で舞う事があった。だが、1471年（文明3年）に作成された「総社家社僧中神前御祈念之事等注文」によれば、巫女にも宮神子から選抜される一神子と一般の宮神子、村方の神子に分類され、一神子のみが本社で神楽を無言で舞うことが許され（託宣などの禁止）、宮神子は祈祷のみを許され、占い・託宣・湯立は脇殿で宮神子以外の者が行うことなどが定められて、神事に携わるものと託宣などを行うものが分離されるようになった。
ところが、江戸時代後期に勃興した国学の中には、神霊の憑依などの霊的現象を淫祠邪教として否定的に捉える学説が現れるようになり、そのような民間習俗と結びつきやすい巫女そのものに対しても否定的な動きが出始めた。後、明治維新を迎え、国学的な神道観を基に神社祭祀制度の抜本的な見直しが為されたが、1873年（明治6年）には神霊の憑依などによって託宣を得る行為は教部省によって全面的に禁止された。これは巫女禁断令と通称される。
禁止措置によって神社に常駐せずに民間祈祷を行っていた巫女は全面的に廃業となったが、中には神社に留まることによって活動を続ける者もいた。後、春日大社の富田光美らが、巫女の神道における重要性を唱えて巫女舞の存続を訴えると同時に同社ゆかりの「八乙女」による舞をより洗練させて芸術性を高める事によって巫女及び巫女舞の復興に尽くしたのである。これが今日見られるような巫女舞になっていくのであるが、依然として「神がかり」の系統を受け継いだ古い形の巫女舞を残している神社も僅かながら存在している。その一方で、島根県松江市の佐太神社のように男性神職が女装して姫面を付けて巫女舞を踊る神社も存在している。